# Дол Гулдур
Дол Гулдур (от романа „Властелинът на пръстените“ на Дж. Р. Р. Толкин) е името на крепостта на Саурон в южните покрайнини на Мраколес, където той живеел тайно като Некроманта, преди да бъде разкрит от Мъдрите.
Когато те нападнали Саурон, той избягал от там и се завърнал в Мордор, но скоро след това назгулите си възвърнали Дол Гулдур и заживели там.